# Сакара, Алессио
Алессио Сакара (итал. Alessio Sakara; род. 2 сентября 1981, Рим) — итальянский боец смешанного стиля, представитель средней и полутяжёлой весовых категорий. Выступает на профессиональном уровне начиная с 2002 года, известен по участию в турнирах таких бойцовских организаций как UFC, Bellator, M-1 Global, Jungle Fight, Cage Warriors, Final Fight и др.

## Биография
Алессио Сакара родился 2 сентября 1981 года в Риме. Его фамилия происходит от древнего поселения Саккара в Египте, которое в прошлом являлось римской колонией.
С пятилетнего возраста серьёзно занимался футболом, играл на позиции полузащитника. В одиннадцать лет записался в секцию бокса, затем с восемнадцати лет начал осваивать бразильское джиу-джитсу, тренировался под руководством бразильского мастера Роберту Алмейды, в итоге получил чёрный пояс из рук Маркуса «Конана» Силвейры. В течение какого-то времени выступал в любительском боксе, но вскоре по финансовым соображениям принял решение перейти в профессионалы. На решение стать профессиональным бойцом ММА повлияла и попавшая к нему видеокассета с записью турнира UFC 5, на которой он увидел поединок членов Зала славы UFC Кена Шемрока и Ройса Грейси.

### Начало профессиональной карьеры
Дебютировал в смешанных единоборствах на профессиональном уровне в июне 2002 года на местном турнире в Италии — за один вечер победил сразу двоих соперников: первого нокаутировал за 13 секунд, второго заставил сдаться с помощью рычага локтя за 20 секунд. Позже выступил на первом турнире новосозданной британской организации Cage Warriors, где так же дрался дважды — выиграл полуфинал, но в решающем поединке попался в удушающий приём сзади и потерпел поражение от Саймона Холмса. Побывал на турнире российского промоушена M-1 Global в Санкт-Петербурге, как представитель сборной мира встретился с россиянином Романом Зенцовым и уступил ему единогласным решением судей.
В течение последующих нескольких лет выступал преимущественно на родине, а также в Бразилии и Южной Корее. Один из наиболее значимых боёв в этот период — поединок с бразильцем Асуэриу Силвой в октябре 2004 года на третьем турнире Jungle Fight, который Сакара проиграл по очкам судейским решением.
Одновременно с этим занимался ушу-саньда и выступал в профессиональном боксе. Так, в 2005 году был претендентом на вакантный титул чемпиона мира среди молодёжи по версии Международной боксёрской федерации, но выиграть чемпионский бой не смог и решил сконцентрировать усилия на смешанных единоборствах.

### Ultimate Fighting Championship
Имея в послужном списке десять побед и только три поражения, Алессио Сакара привлёк к себе внимание крупнейшей бойцовской организации мира Ultimate Fighting Championship и в октябре 2005 года дебютировал здесь в бою с Роном Фэйрклотом. Их бой, тем не менее, в итоге был признан несостоявшимся, поскольку в начале второго раунда итальянец пропустил непреднамеренный удар ногой в пах и не смог из-за этого продолжить.
Сакара впоследствии выступал в октагонах UFC в течение восьми лет, проведя в общей сложности 15 поединков. Одержал шесть побед, в том числе взял верх над такими известными бойцами как Элвис Синосич, Джо Ведепо, Талес Лейтес и Джеймс Ирвин. В марте 2011 года дрался с будущим чемпионом организации Крисом Вайдманом, но по итогам трёх раундов уступил ему единогласным судейским решением. Покинул UFC в 2013 году после четырёх поражений подряд.

### Bellator MMA
В 2014 и 2015 годах Сакара выступал в европейской организации Final Fight Championship, а затем присоединился к крупному американскому промоушену Bellator MMA, где в 2016 году нокаутировал Брайана Роджерса и Джоуи Бельтрана.
Благодаря череде удачных выступлений удостоился права оспорить титул чемпиона Bellator в средней весовой категории — в декабре 2017 года состоялся титульный бой против действующего чемпиона бразильца Рафаэла Карвалью. Тем не менее, забрать чемпионский пояс Сакара не смог, был нокаутирован уже на 44 секунде первого раунда.

## Статистика в профессиональном ММА
| Боёв 36          | Побед 21 | Поражений 13 |
| ---------------- | -------- | ------------ |
| Нокаутом         | 15       | 6            |
| Сдачей           | 2        | 3            |
| Решением         | 4        | 3            |
| Дисквалификацией | 0        | 1            |
| Не состоявшихся  | 2        | 2            |

| Результат    | Рекорд    | Соперник           | Способ                  | Турнир                                 | Дата             | Раунд | Время | Место                    | Примечание                                                    |
| ------------ | --------- | ------------------ | ----------------------- | -------------------------------------- | ---------------- | ----- | ----- | ------------------------ | ------------------------------------------------------------- |
| Победа       | 21-13 (2) | Канан Григсби      | TKO (удары руками)      | Bellator 230                           | 12 октября 2019  | 1     | 0:23  | Милан, Италия            |                                                               |
| Поражение    | 20-13 (2) | Кент Кауппинен     | KO (удар рукой)         | Bellator 211                           | 1 декабря 2018   | 1     | 1:10  | Генуя, Италия            |                                                               |
| Победа       | 20-12 (2) | Джейми Слоан       | TKO (удары руками)      | Bellator 203                           | 14 июля 2018     | 1     | 1:19  | Рим, Италия              |                                                               |
| Поражение    | 19-12 (2) | Рафаэл Карвалью    | KO (удары)              | Bellator 190                           | 9 декабря 2017   | 1     | 0:45  | Флоренция, Италия        | Бой за титул чемпиона Bellator в среднем весе.                |
| Победа       | 19-11 (2) | Джоуи Бельтран     | KO (удары руками)       | Bellator 168                           | 10 декабря 2016  | 1     | 1:20  | Флоренция, Италия        |                                                               |
| Победа       | 18-11 (2) | Брайан Роджерс     | KO (удары руками)       | Bellator 152                           | 16 апреля 2016   | 2     | 2:29  | Турин, Италия            |                                                               |
| Победа       | 17-11 (2) | Диб Акиль          | TKO (удары руками)      | Final Fight Championship 19            | 18 сентября 2015 | 1     | 1:32  | Линц, Австрия            |                                                               |
| Не состоялся | 16-11 (2) | Мацей Броварский   | NC (травма руки)        | Final Fight Championship 16            | 6 декабря 2014   | 1     | 1:21  | Вена, Австрия            | Бой в полутяжёлом весе. Сакара травмировал руку.              |
| Поражение    | 16-11 (1) | Нико Мусоке        | Сдача (рычаг локтя)     | UFC Fight Night: Machida vs. Munoz     | 26 октября 2013  | 1     | 3:07  | Манчестер, Англия        |                                                               |
| Поражение    | 16-10 (1) | Патрик Коте        | DQ (удары по затылку)   | UFC 154                                | 17 ноября 2012   | 1     | 1:26  | Монреаль, Канада         |                                                               |
| Поражение    | 16-9 (1)  | Брайан Стэнн       | KO (удары руками)       | UFC on Fuel TV: Gustafsson vs. Silva   | 14 апреля 2012   | 1     | 2:26  | Стокгольм, Швеция        |                                                               |
| Поражение    | 16-8 (1)  | Крис Вайдман       | Единогласное решение    | UFC Live: Sanchez vs. Kampmann         | 3 марта 2011     | 3     | 5:00  | Луисвилл, США            |                                                               |
| Победа       | 16-7 (1)  | Джеймс Ирвин       | TKO (удар рукой)        | UFC Live: Vera vs. Jones               | 21 марта 2010    | 1     | 3:01  | Брумфилд, США            |                                                               |
| Победа       | 15-7 (1)  | Талес Лейтес       | Раздельное решение      | UFC 101                                | 8 августа 2009   | 3     | 5:00  | Филадельфия, США         |                                                               |
| Победа       | 14-7 (1)  | Джо Ведепо         | KO (ногой в голову)     | UFC Fight Night: Diaz vs. Neer         | 17 сентября 2008 | 1     | 1:27  | Омаха, США               | Лучший нокаут вечера.                                         |
| Поражение    | 13-7 (1)  | Крис Лебен         | KO (удары руками)       | UFC 82                                 | 1 марта 2008     | 1     | 3:16  | Колумбус, США            | Дебют в среднем весе.                                         |
| Победа       | 13-6 (1)  | Джеймс Ли          | TKO (удары руками)      | UFC 80                                 | 19 января 2008   | 1     | 1:30  | Ньюкасл, Англия          |                                                               |
| Поражение    | 12-6 (1)  | Хьюстон Александер | TKO (колени и руки)     | UFC 75                                 | 8 сентября 2007  | 1     | 1:01  | Лондон, Англия           |                                                               |
| Победа       | 12-5 (1)  | Виктор Валимаки    | TKO (удары руками)      | UFC 70                                 | 21 апреля 2007   | 1     | 1:44  | Манчестер, Англия        |                                                               |
| Поражение    | 11-5 (1)  | Дрю Макфедрис      | TKO (удары руками)      | UFC 65                                 | 18 ноября 2006   | 1     | 4:07  | Сакраменто, США          |                                                               |
| Поражение    | 11-4 (1)  | Дин Листер         | Сдача (треугольник)     | UFC 60                                 | 27 мая 2006      | 1     | 1:20  | Лос-Анджелес, США        |                                                               |
| Победа       | 11-3 (1)  | Элвис Синосич      | Единогласное решение    | UFC 57                                 | 4 февраля 2006   | 3     | 5:00  | Лас-Вегас, США           |                                                               |
| Не состоялся | 10-3 (1)  | Рон Фэйрклот       | NC (удар в пах)         | UFC 55                                 | 7 октября 2005   | 2     | 0:10  | Анкасвилл, США           | Сакара не смог продолжить бой из-за пропущенного удара в пах. |
| Победа       | 10-3      | Франк Амаугу       | Единогласное решение    | King of the Ring                       | 19 февраля 2005  | 3     | N/A   | Милан, Италия            |                                                               |
| Победа       | 9-3       | Тихамер Бруннер    | TKO (удары руками)      | Ring Fight                             | 20 ноября 2004   | N/A   | N/A   | Бергамо, Италия          |                                                               |
| Поражение    | 8-3       | Асуэриу Силва      | Единогласное решение    | Jungle Fight 3                         | 23 октября 2004  | 3     | 5:00  | Манаус, Бразилия         |                                                               |
| Победа       | 8-2       | Эдуарду Маюрину    | KO (удары руками)       | Real Fight 1                           | 30 июля 2004     | 1     | 0:30  | Рио-де-Жанейро, Бразилия |                                                               |
| Победа       | 7-2       | Ён Юн              | KO (удары руками)       | WXF: X-Impact World Championships 2003 | 3 декабря 2003   | 1     | 2:02  | Сеул, Южная Корея        |                                                               |
| Победа       | 6-2       | Рафаэл Тату        | TKO (остановлен врачом) | Meca 9: Meca World Vale Tudo 9         | 1 августа 2003   | 2     | 4:18  | Рио-де-Жанейро, Бразилия |                                                               |
| Победа       | 5-2       | Дамиэн Риччио      | Единогласное решение    | Martial Arts Day                       | 11 мая 2003      | 2     | 6:00  | Рим, Италия              |                                                               |
| Победа       | 4-2       | Дэвид Мортелетт    | TKO (удары руками)      | Resa Dei Conti 6                       | 20 декабря 2002  | 1     | 1:12  | Ливорно, Италия          |                                                               |
| Поражение    | 3-2       | Роман Зенцов       | Единогласное решение    | M-1 MFC: Russia vs. the World 4        | 15 ноября 2002   | 2     | 5:00  | Санкт-Петербург, Россия  |                                                               |
| Поражение    | 3-1       | Саймон Холмс       | Сдача (удушение сзади)  | CWFC 1: Armageddon                     | 27 июля 2002     | 1     | 4:50  | Лондон, Англия           | Финал турнира Cage Warriors One.                              |
| Победа       | 3-0       | Адам Вулмер        | Сдача (кимура)          | CWFC 1: Armageddon                     | 27 июля 2002     | 1     | 0:21  | Лондон, Англия           | Полуфинал турнира Cage Warriors One.                          |
| Победа       | 2-0       | Мастиоли Мастиоли  | Сдача (рычаг локтя)     | Fight Night                            | 21 июня 2002     | 1     | 0:20  | Помеция, Италия          |                                                               |
| Победа       | 1-0       | Паоло ди Клементи  | KO (удары руками)       | Fight Night                            | 21 июня 2002     | 1     | 0:13  | Помеция, Италия          |                                                               |